# Chacao
Chacao é uma cidade da Venezuela localizada no estado de Miranda. Chacao é a capital do município de Chacao.